# Calycogonium perezii
Calycogonium perezii är en tvåhjärtbladig växtart som beskrevs av Brother Alain. Calycogonium perezii ingår i släktet Calycogonium och familjen Melastomataceae. Inga underarter finns listade i Catalogue of Life.